# Ramiks
Ramiks, artiestennaam van Stephan Boers (Hoogeveen, 27 september 1989), is een Nederlandse muziekproducent. Hij is onder andere bekend door zijn bijdrages aan de hits Traag, Lil Craney, Culo,  Hup en Drup. Met New Wave won hij in 2016 de Popprijs. Hij heeft veelvoudig samengewerkt met Bizzey.

## Biografie
Boers is geboren en getogen is Hoogeveen en was vanaf jonge leeftijd drummer. Als student aan de Noorderpoortcollege te Groningen leerde hij de rapper Kraantje Pappie kennen en voor hem was hij enige tijd tourmanager. Ondertussen begon hij met het produceren van beats. Hij richtte het platform 1beat4jayz op met als doel het maken van een beat voor een nummer van Jay-Z. Die samenwerking kwam er (nog) niet, maar in 2014 werd hij wel getekend bij muzieklabel Noah's Ark. Hij bracht vervolgens met Aziz de ep Wrijving uit.
In 2015 was Ramiks onderdeel van het hiphopcollectief New Wave, dat in hetzelfde jaar met het album New wave de Popprijs won. Op het album produceerde Ramiks de nummers Het is zover van Ronnie Flex en Jonna Fraser en Veranderd van Lijpe. Het succes van het album zorgde ervoor dat Ramiks vaker door Nederlandse artiesten werd gevraagd om hun nummers te produceren. Eerste door hem geproduceerde nummer dat de Single Top 100 bereikte, was Challas van Bizzey met Mula B en Louis. Zijn volgende hit was eveneens met Bizzey en was het lied Traag, met naast Bizzey ook Jozo en Kraantje Pappie. Dit nummer heeft in Nederland de viermaal platina status en werd ook internationaal een hit. Met meer dan 400 miljoen views op YouTube is Traag de best bekeken Nederlandse videoclip op het platform ooit. Vervolgens produceerde en/of schreef hij in 2017 mee aan de nummers Allemaal voor niks van Kevin met Hef en Vic9 en Op me monnie van Famke Louise en bracht met Leafs de ep's Feals en Adventures uit. 
2018 was een productief jaar voor Ramiks. Hij kwam als uitvoerend artiest of als producer/liedschrijver met verschillende nummers in de Nederlandse hitlijsten. Top tien singles in de Single Top 100 waren Fan van Famke Louise en Ronnie Flex, Lil Craney van Kraantje Pappie en Culo met Bizzey, Frenna en KM. Zijn grootste successen in 2019 waren Drup met Bizzey, Kraantje Pappie en Jonna Fraser en Hup met Bizzey en SFB. Ook werkte hij samen met Bizzey in 2019 mee met een lied op de ep Europa van Diplo. Dit lied was Dip raar. Na 2019 bleven de grote hits uit, maar bleef hij wel voor verschillende artiesten produceren. In 2024 produceerde hij een lied op het album Diamante van de Amerikaanse dj Gordo. Ramiks produceerde het nummer That's Life, waaraan hij ook meeschreef en dat verscheen op Diggy Dex' album Tempo Giusto.

## Discografie als uitvoerend artiest

### Nummers met notering(en) in een hitlijst
| Lied                                                | Verschijnen      | Album                                  | Hitlijsten | Hitlijsten | Hitlijsten  | Hitlijsten  | Hitlijsten   | Hitlijsten   | Opmerkingen                |
| Lied                                                | Verschijnen      | Album                                  | BE (VL)    | BE (VL)    | NL (Top 40) | NL (Top 40) | NL (Top 100) | NL (Top 100) | Opmerkingen                |
| Lied                                                | Verschijnen      | Album                                  | Piek       | Weken      | Piek        | Weken       | Piek         | Weken        | Opmerkingen                |
| --------------------------------------------------- | ---------------- | -------------------------------------- | ---------- | ---------- | ----------- | ----------- | ------------ | ------------ | -------------------------- |
| Blow it all (met Frenna, Bizzey, Diquenza en Dovgh) | 6 oktober 2017   | —                                      | —          | —          | —           | —           | 35           | 8            | Goud in Nederland          |
| Mamacita (met Leafs)                                | 1 december 2017  | Adventures                             | —          | —          | —           | —           | 64           | 15           | Platina in Nederland       |
| Swish (met Leafs)                                   | 20 april 2018    | Life of a teenage rockstar (van Leafs) | —          | —          | —           | —           | 65           | 2            |                            |
| Culo (met Frenna, KM en Bizzey)                     | 5 oktober 2018   | —                                      | tip33      | —          | 8           | 10          | 1 (2 wkn)    | 27           | Dubbelplatina in Nederland |
| Drup (met Kraantje Pappie, Jonna Fraser en Bizzey)  | 11 januari 2019  | —                                      | tip33      | —          | 9           | 9           | 2            | 25           | Dubbelplatina in Nederland |
| Dip raar (met Diplo en Bizzey)                      | 22 februari 2019 | Europa (van Diplo)                     | —          | —          | —           | —           | 33           | 2            |                            |
| S/O naar de... (met Bizzey)                         | 12 april 2019    | Tido (van Bizzey)                      | —          | —          | —           | —           | 12           | 10           | Goud in Nederland          |
| Wij rulen de nacht (met Ashafar en Bizzey)          | 15 november 2019 | —                                      | —          | —          | —           | —           | 86           | 1            |                            |
| Doorheen (met Bilal Wahib, Ronnie Flex en Bizzey)   | 29 mei 2020      | —                                      | —          | —          | —           | —           | 15           | 7            | Goud in Nederland          |